# Darin Strauss
Darin Strauss (né le 1er mars 1970 à Long Island) est un écrivain américain basé à Brooklyn (New York).
Son premier roman Chang et Eng (bestseller en 2000) est fondé sur la vie des frères siamois Chang et Eng Bunker. Les droits ont été achetés par Disney pour la réalisatrice Julie Taymor. Récemment, l'acteur Gary Oldman racheta ces mêmes droits, et il travaille actuellement avec Darin Strauss pour une adaptation cinématographique du roman.
Son second roman, The Real McCoy (2002), est basé sur la vie du boxeur Charles "Kid McCoy". Le roman a été nommé comme l'un des "25 meilleurs livres de l'année" par l'Independent Small Book Sellers' Association.
Il est marié à la journaliste du magazine Newsweek, Susannah Meadows.

### Romans
- Chang et Eng : Le Double-garçon, [« Chang and Eng », 2000], trad. d'Aline Azoulay, Paris, Éditions du Seuil, 2002, 349 p.  (ISBN 2-02-041915-7)
- Le Vrai McCoy, [« The Real McCoy », 2002], trad. d'Aline Azoulay, Paris, Éditions du Seuil, 2003, 337 p.  (ISBN 2-02-056584-6)
- (en)More Than It Hurts You - Dutton Adult - 2008 -  (ISBN 978-0525950707)
- La Moitié d'une vie, [« Half a life », 2010], trad. d'Aline Azoulay-Pacvon, Paris, Éditions Payot & Rivages, coll. « Littérature étrangère/Rivages », 2012, 208 p.  (ISBN 978-2-7436-2376-0)